# Campeonato Mundial de Esquí Nórdico de 2021 – Esprint femenino
La competición de esprint femenino en el Campeonato Mundial de Esquí Nórdico de 2021 se celebró el 25 de febrero de 2021.

## Resultados

### Calificación
La calificación se celebró a las 09:00.
| Pos. | Dor. | Nombre                   | País                     | Tiempo     | Dif.       | Notas      |
| ---- | ---- | ------------------------ | ------------------------ | ---------- | ---------- | ---------- |
| 1    | 24   | Johanna Hagström         | Suecia                   | 2:39,33    |            | Q          |
| 2    | 27   | Maiken Caspersen Falla   | Noruega                  | 2:41,70    | +2,37      | Q          |
| 3    | 30   | Johanna Matintalo        | Finlandia                | 2:42,23    | +2,90      | Q          |
| 4    | 11   | Jonna Sundling           | Suecia                   | 2:42,67    | +3,34      | Q          |
| 5    | 23   | Maja Dahlqvist           | Suecia                   | 2:43,06    | +3,73      | Q          |
| 6    | 8    | Ane Appelkvist Stenseth  | Noruega                  | 2:43,87    | +4,54      | Q          |
| 7    | 33   | Katri Lylynperä          | Finlandia                | 2:44,33    | +5,00      | Q          |
| 8    | 3    | Linn Svahn               | Suecia                   | 2:44,52    | +5,19      | Q          |
| 9    | 5    | Hristina Matsokina       | Federación Rusa de Esquí | 2:45,32    | +5,99      | Q          |
| 10   | 6    | Tatiana Sorina           | Federación Rusa de Esquí | 2:45,61    | +6,28      | Q          |
| 11   | 1    | Jasmi Joensuu            | Finlandia                | 2:45,69    | +6,36      | Q          |
| 12   | 28   | Anna Svendsen            | Noruega                  | 2:46,05    | +6,72      | Q          |
| 13   | 26   | Tiril Udnes Weng         | Noruega                  | 2:46,34    | +7,01      | Q          |
| 14   | 9    | Anamarija Lampič         | Eslovenia                | 2:46,51    | +7,18      | Q          |
| 15   | 14   | Yuliya Stupak            | Federación Rusa de Esquí | 2:46,53    | +7,20      | Q          |
| 16   | 36   | Anastasia Kirillova      | Bielorrusia              | 2:46,58    | +7,25      | Q          |
| 17   | 16   | Natalya Nepryayeva       | Federación Rusa de Esquí | 2:46,65    | +7,32      | Q          |
| 18   | 18   | Greta Laurent            | Italia                   | 2:47,09    | +7,76      | Q          |
| 19   | 31   | Laura Gimmler            | Alemania                 | 2:47,40    | +8,07      | Q          |
| 20   | 19   | Lotta Udnes Weng         | Noruega                  | 2:47,69    | +8,36      | Q          |
| 21   | 12   | Sofie Krehl              | Alemania                 | 2:47,76    | +8,43      | Q          |
| 22   | 35   | Katharina Hennig         | Alemania                 | 2:48,32    | +8,99      | Q          |
| 23   | 10   | Jessie Diggins           | Estados Unidos           | 2:48,72    | +9,39      | Q          |
| 24   | 25   | Eva Urevc                | Eslovenia                | 2:48,76    | +9,43      | Q          |
| 25   | 21   | Laurien van der Graaff   | Suiza                    | 2:48,98    | +9,65      | Q          |
| 26   | 7    | Sophie Caldwell Hamilton | Estados Unidos           | 2:49,49    | +10,16     | Q          |
| 27   | 22   | Tereza Beranová          | República Checa          | 2:49,53    | +10,20     | Q          |
| 28   | 20   | Lucia Scardoni           | Italia                   | 2:49,78    | +10,45     | Q          |
| 29   | 47   | Caterina Ganz            | Italia                   | 2:49,94    | +10,61     | Q          |
| 30   | 46   | Nicole Monsorno          | Italia                   | 2:50,39    | +11,06     | Q          |
| 31   | 41   | Monika Skinder           | Polonia                  | 2:50,86    | +11,53     |            |
| 32   | 4    | Kateřina Janatová        | República Checa          | 2:51,82    | +12,49     |            |
| 33   | 15   | Nadine Fähndrich         | Suiza                    | 2:52,05    | +12,72     |            |
| 34   | 17   | Rosie Brennan            | Estados Unidos           | 2:52,09    | +12,76     |            |
| 35   | 37   | Petra Hynčicová          | República Checa          | 2:52,11    | +12,78     |            |
| 36   | 13   | Julia Kern               | Estados Unidos           | 2:52,22    | +12,89     |            |
| 37   | 29   | Anne Kyllönen            | Finlandia                | 2:52,34    | +13,01     |            |
| 38   | 40   | Dahria Beatty            | Canadá                   | 2:53,54    | +14,21     |            |
| 39   | 34   | Léna Quintin             | Francia                  | 2:53,64    | +14,31     |            |
| 40   | 43   | Alena Procházková        | Eslovaquia               | 2:53,68    | +14,35     |            |
| 41   | 45   | Katherine Stewart-Jones  | Canadá                   | 2:54,30    | +14,97     |            |
| 42   | 44   | Izabela Marcisz          | Polonia                  | 2:54,33    | +15,00     |            |
| 43   | 39   | Patrīcija Eiduka         | Letonia                  | 2:54,36    | +15,03     |            |
| 44   | 49   | Lisa Lohmann             | Alemania                 | 2:55,16    | +15,83     |            |
| 45   | 2    | Alina Meier              | Suiza                    | 2:55,84    | +16,51     |            |
| 46   | 32   | Petra Nováková           | República Checa          | 2:55,93    | +16,60     |            |
| 47   | 42   | Maya MacIsaac-Jones      | Canadá                   | 2:56,38    | +17,05     |            |
| 48   | 57   | Karolina Kaleta          | Polonia                  | 2:58,28    | +18,95     |            |
| 49   | 38   | Lisa Unterweger          | Austria                  | 2:59,45    | +20,12     |            |
| 50   | 51   | Johanna Udras            | Estonia                  | 3:00,42    | +21,09     |            |
| 51   | 52   | Laura Leclair            | Canadá                   | 3:00,77    | +21,44     |            |
| 52   | 54   | Anna Shevchenko          | Kazajistán               | 3:02,15    | +22,82     |            |
| 53   | 50   | Darya Ryazhko            | Kazajistán               | 3:02,21    | +22,88     |            |
| 54   | 63   | Katerina Paul            | Australia                | 3:02,97    | +23,64     |            |
| 55   | 53   | Aveli Uustalu            | Estonia                  | 3:03,32    | +23,99     |            |
| 56   | 61   | Karen Chanloung          | Tailandia                | 3:03,44    | +24,11     |            |
| 57   | 48   | Vedrana Malec            | Croacia                  | 3:04,28    | +24,95     |            |
| 58   | 55   | Kaidy Kaasiku            | Estonia                  | 3:04,69    | +25,36     |            |
| 59   | 60   | Barbora Klementová       | Eslovaquia               | 3:05,43    | +26,10     |            |
| 60   | 62   | Yuliia Krol              | Ucrania                  | 3:05,44    | +26,11     |            |
| 61   | 58   | Angelina Shuryga         | Kazajistán               | 3:06,01    | +26,68     |            |
| 62   | 65   | María Iglesias           | España                   | 3:06,87    | +27,54     |            |
| 63   | 96   | Tuva Bygrave             | Australia                | 3:08,19    | +28,86     |            |
| 64   | 64   | Maryna Antsybor          | Ucrania                  | 3:09,44    | +30,11     |            |
| 65   | 66   | Aisha Rakisheva          | Kazajistán               | 3:09,88    | +30,55     |            |
| 66   | 56   | Valentyna Kaminska       | Ucrania                  | 3:12,93    | +33,60     |            |
| 67   | 69   | Viktoriya Olekh          | Ucrania                  | 3:17,94    | +38,61     |            |
| 68   | 59   | Keidy Kaasiku            | Estonia                  | 3:18,00    | +38,67     |            |
| 69   | 83   | Tímea Lőrincz            | Rumania                  | 3:18,48    | +39,15     |            |
| 70   | 76   | Lee Eui-jin              | Corea del Sur            | 3:18,91    | +39,58     |            |
| 71   | 77   | Karolina Kukuczka        | Polonia                  | 3:19,12    | +39,79     |            |
| 72   | 74   | Han Da-som               | Corea del Sur            | 3:19,82    | +40,49     |            |
| 73   | 68   | Kitija Auziņa            | Letonia                  | 3:21,58    | +42,25     |            |
| 74   | 71   | Tena Hadžić              | Croacia                  | 3:22,42    | +43,09     |            |
| 75   | 79   | Samanta Krampe           | Letonia                  | 3:23,99    | +44,66     |            |
| 76   | 78   | Ayşenur Duman            | Turquía                  | 3:31,08    | +51,75     |            |
| 77   | 73   | Nika Jagečić             | Croacia                  | 3:32,60    | +53,27     |            |
| 78   | 67   | Maida Drndić             | Serbia                   | 3:33,17    | +53,84     |            |
| 79   | 94   | Seher Kaçmaz             | Turquía                  | 3:33,82    | +54,49     |            |
| 80   | 70   | Anja Ilić                | Serbia                   | 3:35,20    | +55,87     |            |
| 81   | 87   | Eglė Savickaitė          | Lituania                 | 3:36,12    | +56,79     |            |
| 82   | 103  | Estere Volfa             | Letonia                  | 3:38,32    | +58,99     |            |
| 83   | 86   | Jaqueline Mourão         | Brasil                   | 3:38,64    | +59,31     |            |
| 84   | 89   | Maria Ntanou             | Grecia                   | 3:40,56    | +1:01,23   |            |
| 85   | 80   | Enkhtuul Ariunsanaa      | Mongolia                 | 3:41,22    | +1:01,89   |            |
| 86   | 91   | Gígja Björnsdóttir       | Islandia                 | 3:41,73    | +1:02,40   |            |
| 87   | 105  | Sára Pónya               | Hungría                  | 3:48,04    | +1:08,71   |            |
| 88   | 95   | Nomin-Erdene Barsnyam    | Mongolia                 | 3:48,91    | +1:09,58   |            |
| 89   | 88   | Nefeli Tita              | Grecia                   | 3:49,05    | +1:09,72   |            |
| 90   | 75   | Bruna Moura              | Brasil                   | 3:51,29    | +1:11,96   |            |
| 91   | 99   | Emilija Bučytė           | Lituania                 | 3:52,77    | +1:13,44   |            |
| 92   | 90   | Sara Plakalović          | Bosnia y Herzegovina     | 3:54,63    | +1:15,30   |            |
| 93   | 101  | Kalina Nedyalkova        | Bulgaria                 | 3:56,27    | +1:16,94   |            |
| 94   | 81   | Sanja Kusmuk             | Bosnia y Herzegovina     | 3:57,51    | +1:18,18   |            |
| 95   | 82   | María Cecilia Domínguez  | Argentina                | 4:01,52    | +1:22,19   |            |
| 96   | 84   | Paraskevi Ladopoulou     | Grecia                   | 4:03,29    | +1:23,96   |            |
| 97   | 98   | Ieva Dainytė             | Lituania                 | 4:03,61    | +1:24,28   |            |
| 98   | 72   | Samaneh Beyrami Baher    | Irán                     | 4:11,94    | +1:32,61   |            |
| 99   | 106  | Anna Mkhitaryan          | Armenia                  | 4:13,18    | +1:33,85   |            |
| 100  | 102  | Natalia Ayala            | Chile                    | 4:14,30    | +1:34,97   |            |
| 101  | 104  | Gabija Bučytė            | Lituania                 | 4:20,96    | +1:41,63   |            |
| 102  | 109  | Dženana Hodžić           | Serbia                   | 4:27,24    | +1:47,91   |            |
| 103  | 100  | Mirlene Picin            | Brasil                   | 4:28,84    | +1:49,51   |            |
| 104  | 111  | Marija Bulatović         | Montenegro               | 4:32,05    | +1:52,72   |            |
| 105  | 92   | Farzaneh Rezasoltani     | Irán                     | 4:46,71    | +2:07,38   |            |
| 106  | 110  | Andrea Marković          | Serbia                   | 4:51,88    | +2:12,55   |            |
| 107  | 85   | Sahel Tir                | Irán                     | 4:57,02    | +2:17,69   |            |
| 108  | 112  | Angelika da Silva        | Portugal                 | 4:57,24    | +2:17,91   |            |
| 109  | 97   | Zahra Saveh Shemshaki    | Irán                     | 5:37,91    | +2:58,58   |            |
| –    | 93   | Nour Keirouz             | Líbano                   | No terminó | No terminó | No terminó |
| –    | 108  | Huguette Fakhry          | Líbano                   | No terminó | No terminó | No terminó |
| –    | 107  | Raquel Sukkar            | Líbano                   | No empezó  | No empezó  | No empezó  |

### Cuartos de final
Los dos primeros de cada serie y los dos esquiadores con mejor tiempo avanzaron a las semifinales.

#### Cuarto de final 1
| Pos. | Dor. | Nombre                 | País                     | Tiempo  | Dif.  | Notas |
| ---- | ---- | ---------------------- | ------------------------ | ------- | ----- | ----- |
| 1    | 2    | Maiken Caspersen Falla | Noruega                  | 2:32,10 |       | Q     |
| 2    | 5    | Maja Dahlqvist         | Suecia                   | 2:35,56 | +3,46 | Q     |
| 3    | 19   | Laura Gimmler          | Alemania                 | 2:35,82 | +3,72 | q     |
| 4    | 18   | Greta Laurent          | Italia                   | 2:36,21 | +4,11 |       |
| 5    | 17   | Natalya Nepryayeva     | Federación Rusa de Esquí | 2:38,16 | +6,06 |       |
| 6    | 29   | Caterina Ganz          | Italia                   | 2:39,01 | +6,91 |       |

#### Cuarto de final 2
| Pos. | Dor. | Nombre                   | País                     | Tiempo  | Dif.  | Notas |
| ---- | ---- | ------------------------ | ------------------------ | ------- | ----- | ----- |
| 1    | 14   | Anamarija Lampič         | Eslovenia                | 2:35,52 |       | Q     |
| 2    | 8    | Linn Svahn               | Suecia                   | 2:35,94 | +0,42 | Q     |
| 3    | 25   | Laurien van der Graaff   | Suiza                    | 2:36,20 | +0,68 |       |
| 4    | 9    | Hristina Matsokina       | Federación Rusa de Esquí | 2:37,77 | +2,25 |       |
| 5    | 21   | Sofie Krehl              | Alemania                 | 2:39,27 | +3,75 |       |
| 6    | 26   | Sophie Caldwell Hamilton | Estados Unidos           | 2:40,67 | +5,15 |       |

#### Cuarto de final 3
| Pos. | Dor. | Nombre                  | País        | Tiempo  | Dif.   | Notas |
| ---- | ---- | ----------------------- | ----------- | ------- | ------ | ----- |
| 1    | 4    | Jonna Sundling          | Suecia      | 2:35,76 |        | Q     |
| 2    | 7    | Katri Lylynperä         | Finlandia   | 2:36,02 | +0,26  | Q     |
| 3    | 6    | Ane Appelkvist Stenseth | Noruega     | 2:36,06 | +0,30  | q     |
| 4    | 16   | Anastasia Kirillova     | Bielorrusia | 2:36,36 | +0,60  |       |
| 5    | 30   | Nicole Monsorno         | Italia      | 2:41,17 | +5,41  |       |
| 6    | 24   | Eva Urevc               | Eslovenia   | 2:48,60 | +12,84 |       |

#### Cuarto de final 4
| Pos. | Dor. | Nombre           | País                     | Tiempo  | Dif.  | Notas |
| ---- | ---- | ---------------- | ------------------------ | ------- | ----- | ----- |
| 1    | 12   | Anna Svendsen    | Noruega                  | 2:35,35 |       | Q     |
| 2    | 1    | Johanna Hagström | Suecia                   | 2:35,83 | +0,48 | Q     |
| 3    | 15   | Yuliya Stupak    | Federación Rusa de Esquí | 2:36,29 | +0,94 |       |
| 4    | 11   | Jasmi Joensuu    | Finlandia                | 2:37,38 | +2,03 |       |
| 5    | 23   | Jessie Diggins   | Estados Unidos           | 2:39,73 | +4,38 |       |
| 6    | 22   | Katharina Hennig | Alemania                 | 2:42,26 | +6,91 |       |

#### Cuarto de final 5
| Pos. | Dor. | Nombre            | País                     | Tiempo  | Dif.   | Notas |
| ---- | ---- | ----------------- | ------------------------ | ------- | ------ | ----- |
| 1    | 13   | Tiril Udnes Weng  | Noruega                  | 2:35,40 |        | Q     |
| 2    | 20   | Lotta Udnes Weng  | Noruega                  | 2:36,59 | +1,19  | Q     |
| 3    | 28   | Lucia Scardoni    | Italia                   | 2:36,96 | +1,56  |       |
| 4    | 27   | Tereza Beranová   | República Checa          | 2:37,14 | +1,74  |       |
| 5    | 10   | Tatiana Sorina    | Federación Rusa de Esquí | 2:39,81 | +4,41  |       |
| 6    | 3    | Johanna Matintalo | Finlandia                | 3:24,49 | +49,09 |       |

### Semifinales
Los dos mejores de cada serie y los dos esquiadores con mejor tiempo avanzaron a la final.

#### Semifinal 1
| Pos. | Dor. | Nombre                  | País      | Tiempo  | Dif.  | Notas |
| ---- | ---- | ----------------------- | --------- | ------- | ----- | ----- |
| 1    | 4    | Jonna Sundling          | Suecia    | 2:36,53 |       | Q     |
| 2    | 2    | Maiken Caspersen Falla  | Noruega   | 2:36,83 | +0,30 | Q     |
| 3    | 6    | Ane Appelkvist Stenseth | Noruega   | 2:36,89 | +0,36 | q     |
| 4    | 14   | Anamarija Lampič        | Eslovenia | 2:36,97 | +0,44 | q     |
| 5    | 5    | Maja Dahlqvist          | Suecia    | 2:37,11 | +0,58 |       |
| 6    | 8    | Linn Svahn              | Suecia    | 2:38,65 | +2,12 |       |

#### Semifinal 2
| Pos. | Dor. | Nombre           | País      | Tiempo  | Dif.   | Notas |
| ---- | ---- | ---------------- | --------- | ------- | ------ | ----- |
| 1    | 13   | Tiril Udnes Weng | Noruega   | 2:38,21 |        | Q     |
| 2    | 1    | Johanna Hagström | Suecia    | 2:38,28 | +0,07  | Q     |
| 3    | 12   | Anna Svendsen    | Noruega   | 2:38,58 | +0,37  |       |
| 4    | 7    | Katri Lylynperä  | Finlandia | 2:42,30 | +4,09  |       |
| 5    | 19   | Laura Gimmler    | Alemania  | 2:45,26 | +7,05  |       |
| 6    | 20   | Lotta Udnes Weng | Noruega   | 2:56,97 | +18,76 |       |

### Final
| Pos. | Dor. | Nombre                  | País      | Tiempo  | Dif.   | Notas |
| ---- | ---- | ----------------------- | --------- | ------- | ------ | ----- |
| 1    | 4    | Jonna Sundling          | Suecia    | 2:36,76 |        |       |
| 2    | 2    | Maiken Caspersen Falla  | Noruega   | 2:39,08 | +2,32  |       |
| 3    | 14   | Anamarija Lampič        | Eslovenia | 2:39,11 | +2,35  |       |
| 4    | 1    | Johanna Hagström        | Suecia    | 2:40,70 | +3,94  |       |
| 5    | 6    | Ane Appelkvist Stenseth | Noruega   | 2:44,07 | +7,31  |       |
| 6    | 13   | Tiril Udnes Weng        | Noruega   | 2:47,52 | +10,76 |       |